# Tartarin din Tarascon
Tartarin din Tarascon (în franceză Tartarin de Tarascon) este un roman din 1872 scris de autorul francez Alphonse Daudet.  

## Prezentare
Tartarin este un mare vânător, de fapt toată lumea din Tarascon iubește așa de tare vânătoarea, încât nu se mai găsește vânat în apropierea orașului provensal. Tartarin hotărăște să plece să vâneze lei în Africa, dar se pare că nici aici nu mai există vânat. În cele din urmă vânează un leu orb pe care-l trimite ca pe un mare trofeu acasă la Tarascon.   

## Moștenire
Din 1985, un mic muzeu din orașul Tarascon-sur-Rhône este dedicat personajului fictiv Tartarin. Un festival are loc în Tarascon în fiecare an în ultima duminică a lunii iunie, pentru a ne aminti de Tartarin și de dragonul Tarasque (fără nicio legătură între cele două personaje). 

## Adaptări de film, TV sau teatru
Tartarin din Tarascon a fost adaptat cinematografic de trei ori, în 1908, 1934 și 1962, fiecare lucrare fiind intitulată după personajul principal. Cea mai veche versiune cinematografică a fost un scurtmetraj, filmat în 1908 de Georges Méliès. 
Al doilea efort a fost filmul din 1934, care a fost regizat de francezul Raymond Bernard și în care a apărut Raimu în rolul lui Tartarin, precum și Sinoël, Fernand Charpin și Charles Camus în alte roluri principale. 
Filmul din 1962 a fost regizat de Francis Blanche și Raoul André; cu actorii Francis Blanche, Alfred Adam, Jacqueline Maillan, Bourvil, Robert Porte în rolurile principale. 
Compozitorul belgian Arthur Meulemans (1884 -1966) a creat Ouverture voor Tartarin de Tarascon pentru orchestră în 1955. 